# ام‌وی ویکرشام
ام‌وی ویکرشام (به انگلیسی: MV Wickersham) یک کشتی است. این کشتی در سال ۱۹۶۷ ساخته شد.